# Сергеево (Кирилловский район)
Сергеево — деревня в Кирилловском районе Вологодской области.
Входит в состав Чарозерского сельского поселения, с точки зрения административно-территориального деления — в Чарозерский сельсовет.
Расстояние по автодороге до районного центра Кириллова — 74 км, до центра муниципального образования Чарозера — 10 км. Ближайшие населённые пункты — Дренево, Росликово, Комлино.
По переписи 2002 года население — 4 человека.